# Сен-Леон-сюр-л’Иль
Сен-Лео́н-сюр-л’Иль (фр. Saint-Léon-sur-l'Isle) — коммуна во Франции, находится в регионе Аквитания. Департамент — Дордонь. Входит в состав кантона Сент-Астье. Округ коммуны — Перигё.
Код INSEE коммуны — 24442.

## География
Коммуна расположена приблизительно в 440 км к югу от Парижа, в 95 км восточнее Бордо, в 19 км к юго-западу от Перигё.
По территории коммуны протекает река Иль.

### Климат
Климат умеренный океанический со средним уровнем осадков, которые выпадают преимущественно зимой. Лето здесь долгое и тёплое, однако также довольно влажное, здесь не бывает регулярных периодов летней засухи. Средняя температура января — 5 °C, июля — 18 °C. Изредка вследствие стечения неблагоприятных погодных условий может наблюдаться непродолжительная засуха или случаются поздние заморозки. Климат меняется очень часто, как в течение сезона, так и год от года.

## Население
Население коммуны на 2010 год составляло 2020 человек.
| 1962 | 1968 | 1975 | 1982 | 1990 | 1999 | 2010 |
| ---- | ---- | ---- | ---- | ---- | ---- | ---- |
| 842  | 1436 | 1708 | 1872 | 1934 | 1877 | 2020 |

## Администрация
| Период | Период | Фамилия        | Партия                              | Примечания                               |
| ------ | ------ | -------------- | ----------------------------------- | ---------------------------------------- |
| 1948   | 1959   | Морис Мазьер   |                                     |                                          |
| 1959   | 1995   | Ив Маруа       | Французская коммунистическая партия | генеральный советник кантона (1964—1970) |
| 1995   | 2014   | Клод Парад     | Французская коммунистическая партия | пенсионер                                |
| 2014   | 2020   | Жан-Люк Лафорс | Французская коммунистическая партия |                                          |

## Экономика
В 2010 году среди 1181 человека трудоспособного возраста (15-64 лет) 798 были экономически активными, 383 — неактивными (показатель активности — 67,6 %, в 1999 году было 66,7 %). Из 798 активных жителей работали 691 человек (363 мужчины и 328 женщин), безработных было 107 (45 мужчин и 62 женщины). Среди 383 неактивных 78 человек были учениками или студентами, 201 — пенсионерами, 104 были неактивными по другим причинам.

## Фотогалерея
- Мэрия
- Церковь Св. Леонтиуса
- Интерьер церкви Св. Леонтиуса
- Замок Бозежур
- Вокзал
- Усадьба Пюи-Нотр-Дам
- Шлюз Мулен-Брюле
- Мост через реку Иль